# Hôtel de Clisson
Hôtel de Clisson je městský palác v Paříži. Nachází se v historické čtvrti Marais v ulici Rue des Archives ve 3. obvodu a je součástí stavebního komplexu Francouzského národního archivu. Z původního paláce se dochoval jen monumentální portál.

## Historie
Palác je pojmenován po bretaňském vévodovi Olivieru de Clisson (1336–1407), který jej nechal postavit v letech 1371–1380. V 16. století měl palác v majetku rod Guisů a bylo zde sídlo Katolické ligy. Jindřich I. de Guise nechal palác přestavět a vybudoval nový palác, dnešní hôtel de Soubise. Paláce byly během Velké francouzské revoluce znárodněny a byl zde založen Francouzský národní archiv, který zde sídlí dodnes. Brána paláce Clisson sloužila v letech 1846–1866 jako vstup do École des chartes. Od roku 1862 je objekt spolu s ostatními paláci chráněn jako historická památka.